# Роберт Франгеш-Миханович
Роберт Франгеш-Миханович (хорв. Robert Frangeš-Mihanović, нар. 2 жовтня 1872 р. Сремска-Митровица — пом. 12 січня 1940 р. Загреб) — хорватський скульптор, один з основоположників сучасної хорватської та югославської скульптури, видатний діяч культури на рубежі XIX—XX століть.

## Життя і творчість
Роберт Франгеш-Миханович — уродженець півострова Срем. У 1889 році закінчив Загребське ремісниче училище. Потім він навчається у Відні, в Школі прикладного мистецтва (1889-1894 роки) і в Академії витончених мистецтв, в класі скульпторів Отто Кеніга і Карла Кундмана (1894-1895 рр..). Потім деякий час викладав у Загребській Школі прикладного мистецтва. А завершив Франгеш-Миханович свою мистецьку освіту в Парижі, в 1900-1901 роках, де познайомився з О. Роденом і М. Россом. Повернувшись на батьківщину, скульптор знову викладає в загребській Школі прикладного мистецтва (до 1907 року), потім — в Загребській Академії мистецтв. Р. Франгеш-Миханович був членом ряду художніх академій, в тому числі і за межами Югославії (наприклад, Празької Академії). Він став одним із засновників Товариства Хорватських художників (1897), фольклорного товариства «Lado» (1904) та Загребської Академії витончених мистецтв. Найвідомішим учнем Франгеш-Михановича був його земляк, сремський хорват Джоза Туркаль (Joza Turkalj, 1890-1943).
Р. Франгеш-Миханович був у своїй творчості вельми різноманітний. Він був видатним майстром-медальєром, творцем численних литих зображень, таких, як Геракл і бик (1899), Виноградарі (1900), Туреччина (1904) та ін, будучи також основоположником хорватського медальєрного мистецтва. Був автором різних статуеток алегоричного, міфологічного і релігійного характеру (Невинність (1902), Втеча в Єгипет (1906), Викрадення Європи (1906)), а також портретів і бюстів (Вартослава Лисинського (1895), Антуана Михановича (1908), Анте і Степана Радичів (1936)). У 1897 році Р. Франгеш-Миханович створює пам'ятник полеглим солдатам 78-го полку в Осієку. Разом з алегоричним литтям Філософія, цей пам'ятник є найраннішим твором імпресіоністського стилю в хорватській скульптурі. У той же час скульптор працював і в академічному напрямку, і як символіст. У своєму пізній, зрілій творчості він виступає у власному, реалістичному стилі.
Найбільш відомим твором Р. Франгеш-Михановича є монументальна кінна статуя хорватського короля Томислава, відлита їм у 1928-1938 роках і встановлена в Загребі після Другої світової війни, в 1947 році (комуністична влада не дозволила прикрасити п'єдестал Франгешевими барельєфами і хорватською Шахівницею — лише в 1991 р. вони зайняли гідне місце на п'єдесталі королівського монумента).

## Галерея

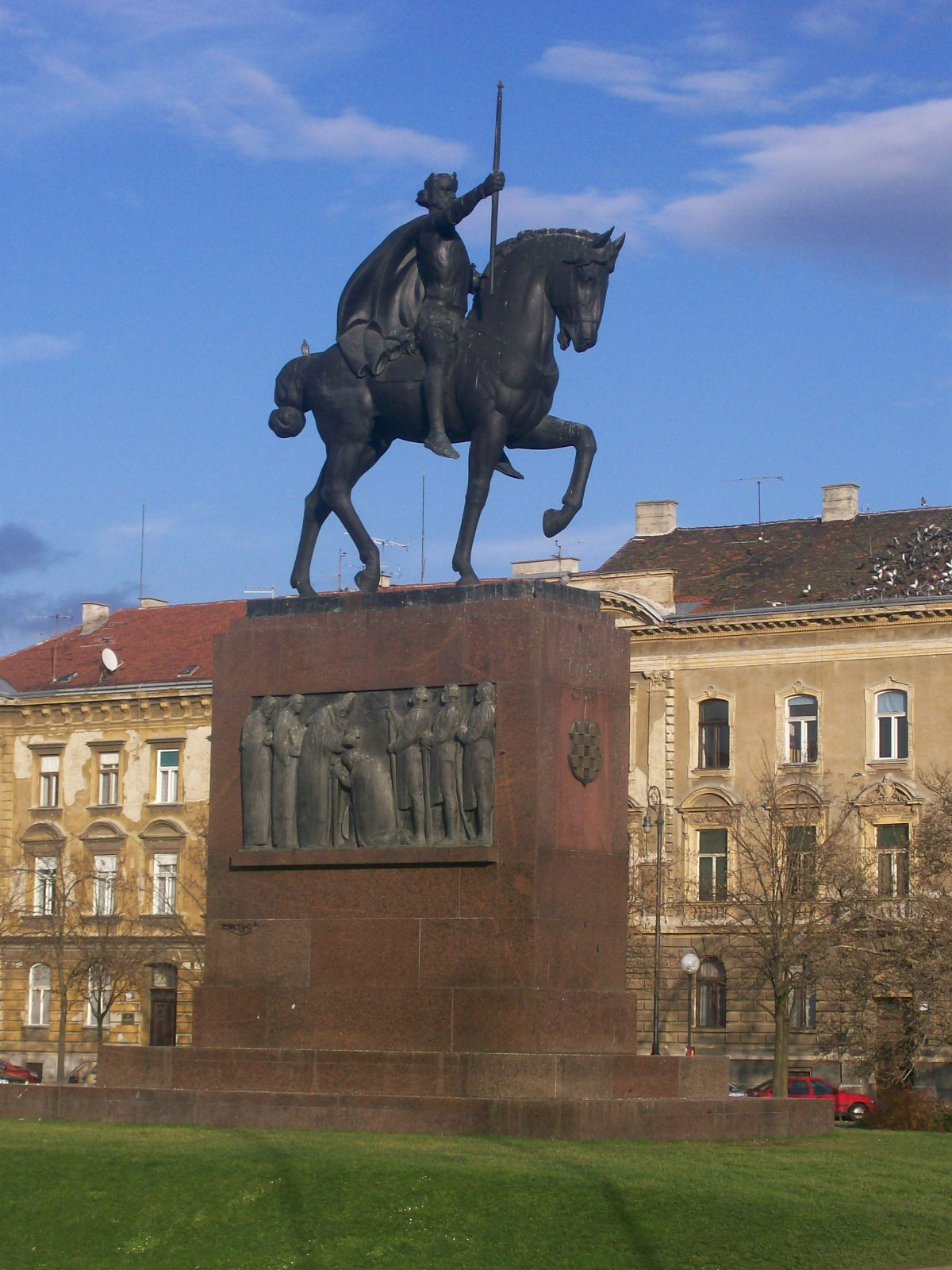
Пам'ятник короля Томислава в Загребі
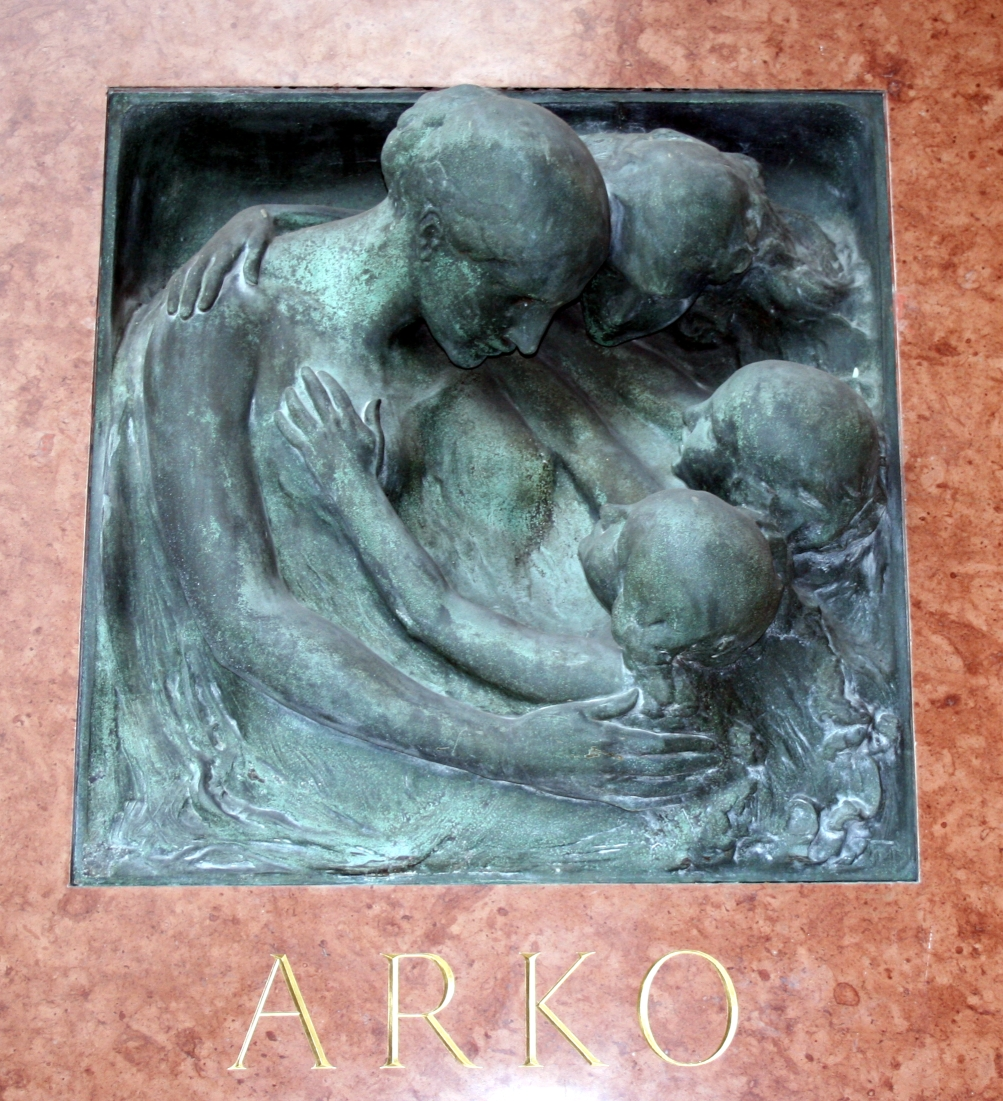
Арко
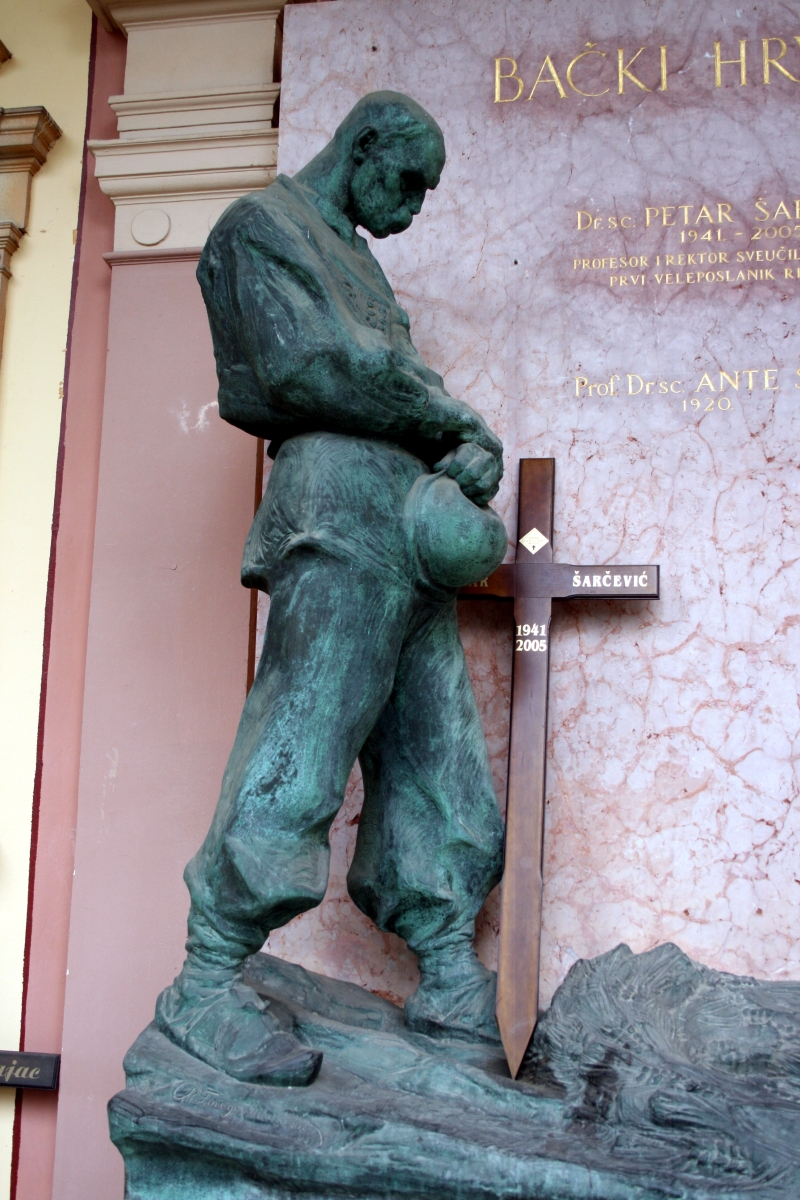
Хорватам Бачки
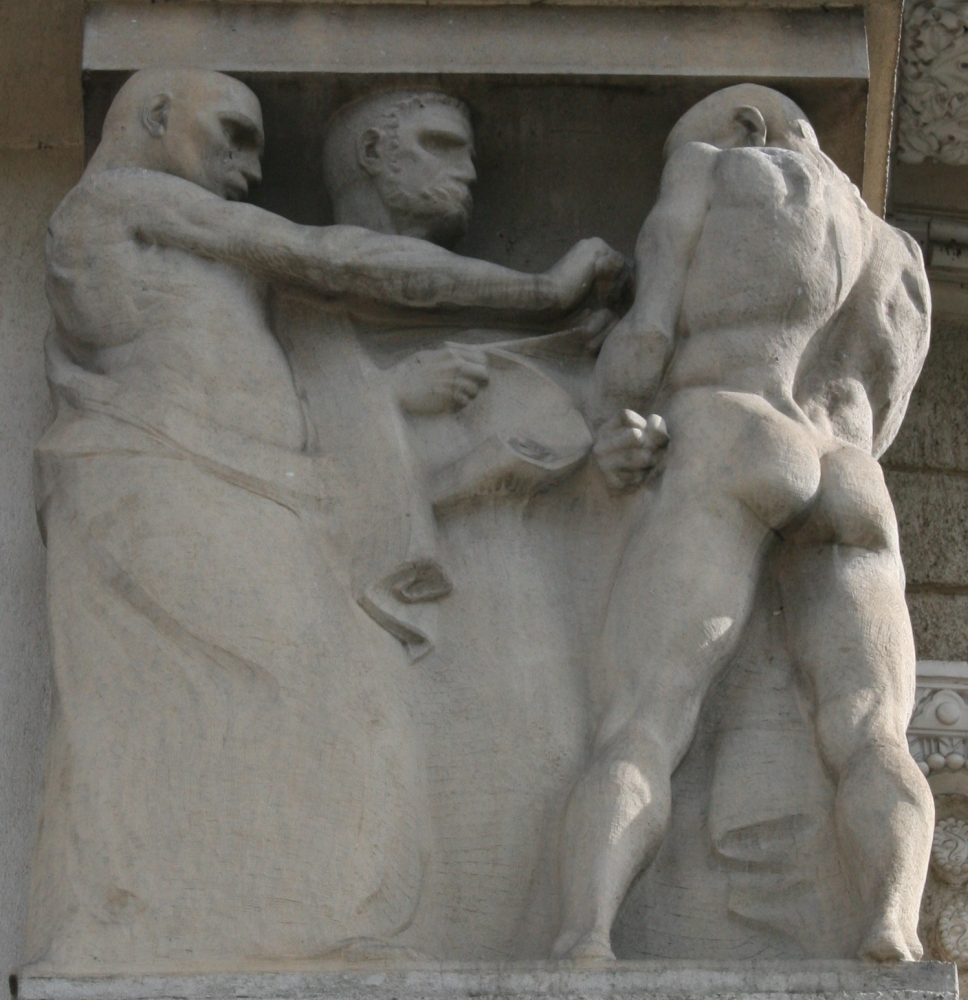
Юстиція
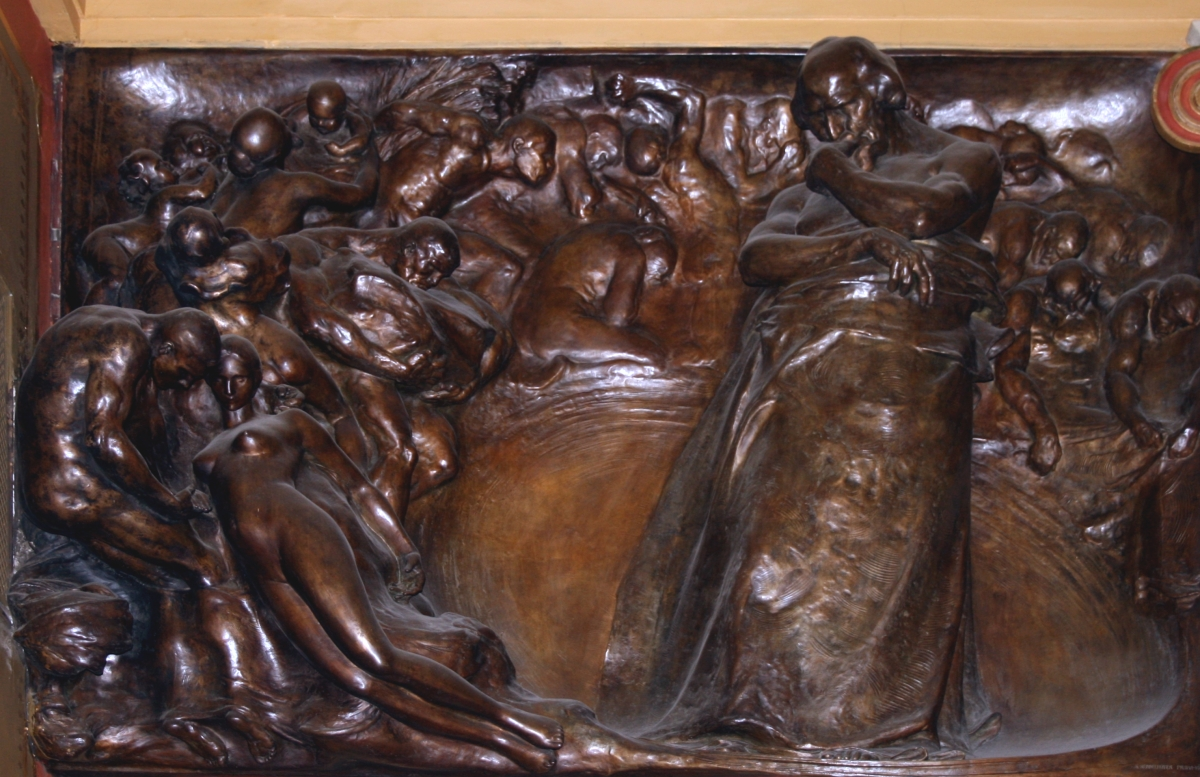
Філософія